# FNB Stadium
L'Estadi Soccer City o també conegut com a FNB Stadium (First National Bank) per motius publicitaris, és un estadi de futbol situat a la ciutat de Johannesburg a Sud-àfrica, que fou una de les seus de la Copa del Món de futbol 2010 i on es disputà la final.
El propietari del camp és l'empresa The Stadia and Soccer Development Trust. La selecció de Sud-àfrica hi juga els seus partits com a local. La seva capacitat màxima inicial era de 87.000 espectadors tot i que actualment compta amb una aforament total de 94.700 espectadors, després de ser remodelat amb motiu de la copa del món 2010, essent així l'estadi amb major aforament d'Àfrica. Va ser inaugurat el 1989. L'estadi també ha estat seu de dues edicions de la Copa d'Àfrica de Nacions, la del 1996 i la del 2013, essent la seu on es disputà la final, entre altres partits, en les dues ocasions. Aquí s'hi va disputar la final de l'única Copa Africana de Nacions que la selecció de futbol de Sud-àfrica té a les vitrines.

## Copa del món de futbol de 2010
Partits del torneig que es jugaren a l'estadi:

### Primera fase
| Sud-àfrica     | 1 - 1 | Mèxic       |
| -------------- | ----- | ----------- |
| Tshabalala 55' | Fitxa | Márquez 79' |

- 14 juny 2010: Països Baixos vs Dinamarca
- 17 juny 2010: Argentina vs Corea del Sud
- 23 juny 2010: Alemanya vs Ghana
- 25 juny 2010: Brasil vs Costa d'Ivori

### Vuitens de final
| Argentina                    | 3 - 1 | Mèxic         |
| ---------------------------- | ----- | ------------- |
| Tévez 26', 52' · Higuaín 33' | Fitxa | Hernández 71' |

### Quarts de final
| Uruguai                                       | 1 - 1 | Ghana                            |
| --------------------------------------------- | ----- | -------------------------------- |
| Forlán 55'                                    | Fitxa | Muntari 45+2'                    |
| Tanda de penals                               |       |                                  |
| Forlán · Victorino · Scotti · Pereira · Abreu | 4 – 2 | Gyan · Appiah · Mensah · Adiyiah |

### Final
| Països Baixos | 0 - 1 (pròrroga) | Espanya      |
| ------------- | ---------------- | ------------ |
|               | Fitxa            | Iniesta 116' |